# Route européenne 711
Pour les articles homonymes, voir Route 711.
La Route européenne 711 relie Lyon à Grenoble.

## Temps de parcours
- On met environ 1h13 minutes pour parcourir l'E711.